# Mariana Sadowska
Mariana Sadowska (ur. 23 kwietnia 1972 we Lwowie, Ukraina) – ukraińska aktorka, piosenkarka, aranżerka, muzyczka i kompozytorka. Absolwentka Ośrodka Praktyk Teatralnych „Gardzienice”. Na stałe mieszka w Kolonii, w Niemczech.

## Życiorys
Ukończyła z wyróżnieniem Lwowską Szkołę Muzyczną im S. Ludkiewicza w klasie fortepianu.
Początki kariery Sadowskiej to praca z zespołem Teatru Łesia Kurbasa (Lwów, Ukraina) na Festiwalach Anatola Wasiliewa w Petersburgu i Moskwie. Tam właśnie została zauważona i zaproszona do projektu "Slavic Pilgrim" Jerzego Grotowskiego w Pontederze, we Włoszech, a następnie do Teatru Gardzienice. Przez kolejne 10 lat pracowała tam jako aktorka i reżyserka muzyczna. Podczas swojej pracy w Gardzienicach prowadziła wyprawy etno-muzykologiczne na Ukrainę, oraz do Irlandii, Egiptu, Japonii, Kuby i Brazylii. Działalność tę kontynuowała później organizując i prowadząc liczne wymiany kulturalne artystów z Europy i Stanów Zjednoczonych i tradycyjnych śpiewaków z Ukrainy.
W 2001 roku w ramach stypendium Fundacji Ziemi przeniosła się do Nowego Jorku, USA. Pracowała tam jako dyrektor muzyczny w La Mama, zespole teatralnym działającym w ramach w ETC, Yara Arts Group.
W tym czasie rozpoczęła też pracę nad solowymi koncertami. Współpracowała także z takimi artystami jak Julian Kytasty, Michael Alpert (z Brave Old World), Anthony Coleman, Frank London, Victoria Hanna i Sanda.
W 2001 roku Global Village wydało jej pierwszą solową płytę: Songs I learned in Ukraine. W 2005 roku Sadowska wraz z grupą EVOE wydała swoją drugą solową płytę (CD): Borderland. Od tego czasu występowała w Knitting Factory, Joe's Pub, BAM, Macor, Galapagos i Exit Art.
Mariana Sadowska prowadzi warsztaty z technik wokalnych, które zebrała podczas podróży w ramach działań Ośrodka Gardzienice (Polska), Giving Voice Festival (Wielka Brytania), International Workshop Festival (Izrael), The Royal Shakespeare Co. (Londyn), a także wielu instytucjach akademickich, w tym Harvard, Swarthmore, SUNY Buffalo, NYU i UC Santa Barbara.
W lipcu 2005 r. prowadziła warsztaty na Uniwersytecie w Kabulu (Afganistan). W 2006 roku była gościnnym dyrektorem muzycznym na Uniwersytecie Princeton w ramach programu Art Atelier, którego kuratorką była Toni Morrison. W 2008 roku Sadowska została stypendystką Programu Fulbrighta.

## Rodzina
Ojcem Mariany jest ukraiński piosenkarz, autor tekstów i tłumacz Wiktor Morozow.
Mariana Sadowska wyszła za niemieckiego performera Andre Erlena, z którym mieszka na stałe w Kolonii, w Niemczech.

## Dyskografia
- Vesna (Flowfish Records 2015)
- Vesna (Wizmar Records 2010)
- Borderland (Wizmar Records 2005)
- Gardzienice: Metamorfozy (Altmaster, Polska, 2000)
- Songs I Learned in Ukraine (Global Village Music, USA, czerwiec 2001)
- Budemo Wesnu Spiwaty: Song Tree: ukraińskie pieśni tradycyjne, 2001 we współpracy z Radiem Lublin (Polska), Yara Arts Group (USA) (produkcja: UNESCO)